# Tank Breaker
Tank Breaker (/tæŋk ˈbrɛɪkə/, в русскоязычной советской военной печати — «Танк бре́йкер», в пер. с англ. — «разрушитель танков») — проект переносного противотанкового ракетного комплекса (ПТРК) нового поколения для перевооружения частей Сухопутных войск США, реализовывавшийся в рамках конкурса, в котором участвовал ряд крупных предприятий-подрядчиков и множество малых предприятий-субподрядчиков. Научно-исследовательские и опытно-конструкторские работы по проекту велись с 1978 по 1982 гг. Конкурс и программа разработки проводились по заказу Агентства по перспективным оборонным научно-исследовательским разработкам (DARPA) и Управления ракетных войск Армии США (MICOM), перед разработчиками была поставлена задача создать компактный малогабаритный противотанковый ракетный комплекс на замену ПТРК «Дракон» и «Тоу» Сухопутных войск США, которые не обеспечивали необходимых требований борьбы с бронетехникой противника в случае потенциально возможного конфликта с Советским Союзом и странами Организации Варшавского договора (ОВД) на сухопутном театре военных действий. Помимо Армии США, заинтересованной стороной выступал Корпус морской пехоты, который проявил интерес к разрабатываемым ПТС, но не участвовал напрямую в финансировании проекта. На основе конструкторских решений и наработок, достигнутых в рамках проекта «Танк брейкер», позже будет создан ПТРК «Джавелин» и ряд других проектов, фактически вобравших в себя все основные боевые качества ПТРК «Танк брейкер» (ПТРК «Джавелин» был принят на вооружение Армии США в 1996 г. и состоит на вооружении армий различных государств по настоящее время).

## Целесообразность проекта

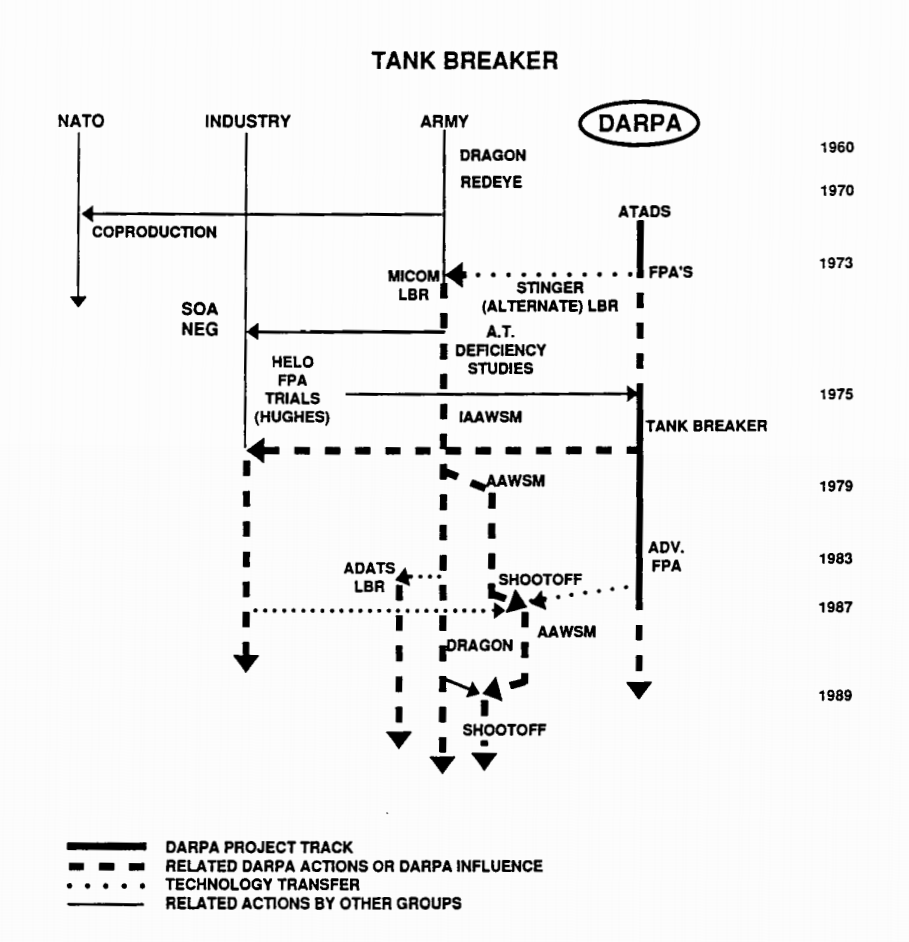
Хронологическое древо проекта «Танк брейкер»

Важнейшими, с точки зрения американских теоретиков боевого применения сухопутных войск, плацдармами Западноевропейского ТВД потенциально возможной Третьей мировой войны были места соприкосновения сил США и НАТО с одной стороны, СССР и ОВД с другой, по линии государственной границы между Германской Демократической Республикой и Федеративной Республикой Германия. Особое внимание уделялось организации обороны и ведения боевых действий для удержания эксклавной территории, — Западного Берлина, географически отрезанного от основных сил, сухопутных линий коммуникации и снабжения, — для чего требовались относительно дешёвые противотанковые средства (ПТС), позволяющие вооружить ими пехотные подразделения в необходимом количестве, компактные для индивидуального ношения и обеспечивающие одинаково безопасное для личного состава применение с открытых огневых позиций и из малогабаритных помещений, так как предполагалось, что в условиях боевых действий на берлинском плацдарме, бои будут идти за каждый дом, соответственно этому, каждое помещение в здании или сооружении рассматривалось как потенциальная огневая точка. В этих условиях, несмотря на эшелонирование ПТС и наличие ствольных артиллерийских вооружений, позволяющих вести стрельбу по бронированным целям в упор, а также противотанковых гранат, служащих для аналогичной цели, необходимо было обеспечить у разрабатываемых ПТС возможность стрельбы на предельно короткие расстояния, ввиду того, что имеющиеся ракетные комплексы предназначались для ведения боя на обширных пространствах и стрельба на расстояние ближе 65 метров была невозможна. Другим важным требованием было обеспечение стрельбы в условиях ограниченной или нулевой видимости, при том, что возможность стрельбы в тёмное время суток была и у имеющихся на вооружении ПТС, — инфракрасные ночные прицелы AN/TAS-1, AN/TAS-4, AN/TAS-5 обеспечивали им нормальный обзор сектора обстрела и цели независимо от времени суток, — но проблема заключалась в том, что оптический (инфракрасный) координатор ракеты, расположенный поверх пусковой трубы и управляющий полётом ракеты цели, вскоре после её запуска терял из вида пиропатрон в хвосте ракеты, по которому он её отслеживал, после чего ракета теряла своё главное качество — управляемость и, фактически, становилась оперённым неуправляемым реактивным снарядом, летевшим вперёд со стремительно увеличивающимся радиусом оборота вокруг своей оси, что в конечном счёте приводило к столкновению ракеты с грунтом. Наконец, важнейшим требованием к новым ПТС была их боевая эффективность в части обеспечения высокой вероятности поражения новейших образцов советской бронетехники. Соответственно этому, в 1978 г. командованием Армии США было сформулировано техническое обоснование потребностей в новом вооружении (англ. Mission Need Statement) с изложением систематизированных замечаний по поводу уже имеющихся на вооружении ПТС, где перечислялись недостатки ПТРК «Дракон», среди которых указывались их: ненадёжность, малая эффективная дальность стрельбы, низкая бронепробиваемость, сложность наведения ракет на цель и сопровождения целей, и ряд других недостатков.

## Участники конкурса

### Первый этап
Генеральными подрядчиками работ по проекту и участниками конкурса, каждый из которых разрабатывал собственный ПТРК и ПТУР к нему, и которые могли кооперироваться между собой по отдельным вопросам или по совместной работе над проектом в целом, либо, наоборот, прекращать сотрудничество и продолжать разработку самостоятельно, были следующие предприятия:
- Ford Aeronautics Company — выбыла из конкурса на раннем этапе его проведения;
- Hughes Aircraft Company — долгое время лидировала в конкурсе и фактически победила в нём;
- McDonnell Douglas Astronautics Company — имела на своём счету ПТРК «Дракон», уже состоящий на вооружении (серийное производство осуществляла Raytheon Company)
  - Radio Corporation of America — занималась разработкой инфракрасной головки самонаведения для McDonnell Douglas;
- Rockwell International Corporation;
- Texas Instruments, Inc.

Сопряжённые работы по проекту выполнялись:
- Science and Technology Associates, Inc. — концептуализация и разработка;[3]
- System Planning Corporation — технический анализ проектов[4].

Участникам конкурса предоставлялось восемнадцать месяцев на разработку прототипов головок самонаведения к ракетам. «Тексас Инструментс», «Рокуэлл Интернейшнл» и «Хьюз Эйркрафт» достигли соглашения о совместной работе над проектом, впоследствии «Тексас Инструментс» и «Хьюз» прервали сотрудничество с «Рокуэлл» и продолжили работу над проектом, оставив «Рокуэлл» в офсайде.

### Второй этап
Во второй этап вышли компании:
- Hughes Aircraft;
- Texas Instruments;

Сопряжённые работы по проекту выполнялись:
- Firestone Tire and Rubber Company и Physics International Company — разработка боевой части.

Координацию работ по проекту от стороны-заказчика выполняли различные научно-исследовательские и опытно-конструкторские учреждения Армии США:
- Офис проекта по созданию переносного пехотного противотанкового комплекса (Army Infantry Manportable Antiarmor Assault Weapons System (IMAAWS) Project Office);
- Лаборатория систем наведения и контроля Управления ракетных войск (MICOM Guidance and Control Laboratory);
- Лаборатория электронно-оптических приборов и приборов ночного видения (Army Night Vision and Electro-Optical Laboratory (NVEOL);
- Эргономическая лаборатория (Army Human Engineering Laboratory).

## Тактико-техническое задание
Перед участниками конкурса было поставлено тактико-техническое задание (ТТЗ) на разработку переносного противотанкового ракетного комплекса нового поколения, которое включало в себя следующие основные требования:
- Категория мобильности и способ стрельбы — носимый, стрельба с плеча;
- Бронепробиваемость, позволяющая вести эффективную борьбу с современными советскими основными танками и объектами бронетехники, оснащёнными динамической и активной защитой;
- Достаточная степень устойчивости к применяемым противником активным и пассивным помехам;
- Система наведения ракеты — самонаведение, по принципу «выстрелил и выбросил» (с англ. “fire-and-forget”), не требующая сопровождения цели стрелком-оператором во время полёта ракеты до момента её встречи с целью;
- Возможность боевого применения как в светлое время суток, так и в тёмное время суток, а также в условиях ограниченной видимости (дождь, снег, туман и т.д.), без применения демаскирующих позицию стрелка-оператора средств подсветки цели и местности;
- Возможность ведения стрельбы из помещения;
- Возможность стрельбы на предельно короткие расстояния;
- Возможность смены стрелком-оператором огневой позиции сразу же после пуска ракеты;
- Возможность повторения цикла стрельбы до встречи ракеты с целью;
- Снижение или полное устранение демаскирующих факторов при стрельбе.

## Сравнительная характеристика

### Головки самонаведения ракет
| Общие сведения и сравнительная техническая характеристика прототипов противотанковых управляемых ракет Tank Breaker различных компаний-изготовителей | Общие сведения и сравнительная техническая характеристика прототипов противотанковых управляемых ракет Tank Breaker различных компаний-изготовителей | Общие сведения и сравнительная техническая характеристика прототипов противотанковых управляемых ракет Tank Breaker различных компаний-изготовителей | Общие сведения и сравнительная техническая характеристика прототипов противотанковых управляемых ракет Tank Breaker различных компаний-изготовителей | Общие сведения и сравнительная техническая характеристика прототипов противотанковых управляемых ракет Tank Breaker различных компаний-изготовителей |
| Прототип | HAC | MD/RCA | RIC | TI |
| --- | --- | --- | --- | --- |
| Задействованные структуры (генеральные подрядчики и субподрядчики работ) | | | | |
| Изготовитель (генподрядчик) | Hughes Aircraft | McDonnell Douglas | Rockwell International | Texas Instruments |
| Головка самонаведения | ITT Corporation | Radio Corporation of America | Rockwell International | Texas Instruments |
| Боевая часть ракеты | Firestone Tire and Rubber Company, Physics International Company                                                                                     | Firestone Tire and Rubber Company, Physics International Company                                                                                     | Firestone Tire and Rubber Company, Physics International Company                                                                                     | Firestone Tire and Rubber Company, Physics International Company                                                                                     |
| Концептуализация | Science and Technology Associates, Inc. | Science and Technology Associates, Inc. | Science and Technology Associates, Inc. | Science and Technology Associates, Inc. |
| Технический анализ проектов | System Planning Corporation | System Planning Corporation | System Planning Corporation | System Planning Corporation |
| Общие сведения о проекте | | | | |
| Ответственное лицо | Герман Латт | Майкл Кантелла | Роберт Агилера | Грейди Робертс |
| Общая сумма контракта, млн $ | 15 | н/д | н/д | 11,4 |
| Основные технические характеристики противотанковых управляемых ракет | | | | |
| Длина, мм | 1090 | н/д | н/д | 957 |
| Диаметр, мм | 101 | н/д | н/д | 114 |
| Масса, кг | 11,5 | н/д | н/д | 10 |
| Тип маршевого двигателя | Ракетный двигатель твёрдого топлива | Ракетный двигатель твёрдого топлива | Ракетный двигатель твёрдого топлива | Ракетный двигатель твёрдого топлива |
| Режим работы двигателя | н/д | с прогрессивным горением | с прогрессивным горением | двухрежимный |
| Основные технические характеристики фокальноплоскостных матричных приёмников инфракрасного излучения | | | | |
| Спектральный диапазон, µм | 3 — 5 | 3 — 5 | 3 — 5 | 8 — 10 |
| Основной полупроводниковый материал | антимонид индия (InSb) | силицид платины (PtSi) | арсенид-антимонид индия/антимонид галлия (InAsSb/GaSb)                                                                                               | ртутно-кадмиевый теллурид (HgCdTe) |
| Принцип работы | ПЗС (накопление) | ПЗС (накопление) | ПЗС (накопление) | ППЗ (перенос) |
| Способ усиления светочувствительности | обратная засветка (BSI) | барьер Шоттки (SB) | обратная засветка (BSI) | |
| Структура матрицы | гибридно-мозаичная | монолитная | гибридная | монолитная |
| Массив процессорных элементов | 62 × 58 | 64 × 128 | 64 × 64 | 64 × 64 |
| Межпиксельное расстояние, µм | 76 × 76 | 60 × 120 | 68 × 68 | 50 × 50 |
| Источники информации | | | | |
| - Patz, Douglas Leonard ; McDaniel, Robert Lee. Integrated Focal Plane Array Programs by DARPA (англ.). — Arlington, VA: System Planning Corporation, July 1980. — P.10–15 — 33 p. - World of aerospace: Tank Breaker (англ.). // Interavia : World Review of Aviation · Astronautics · Avionics. — Geneva: Interavia S.A., September 1981. — Vol.36 — No.9 — P.857 — ISSN 0020-5168. - Николаев А. Номенклатура вооружений: Противотанковые ракетные комплексы (электронный ресурс) // Военный паритет. — Якутск, 2007. | | | | |

### Противотанковые комплексы
| Тактико-технические характеристики противотанковых ракетных комплексов Армии США (конец 1970-х — начало 1980-х гг.) | Тактико-технические характеристики противотанковых ракетных комплексов Армии США (конец 1970-х — начало 1980-х гг.)                     | Тактико-технические характеристики противотанковых ракетных комплексов Армии США (конец 1970-х — начало 1980-х гг.)                     | Тактико-технические характеристики противотанковых ракетных комплексов Армии США (конец 1970-х — начало 1980-х гг.) |
| Наименование | Dragon | TOW | Tank Breaker |
| --- | --- | --- | --- |
| Статус | состоял на вооружении, 1975—1985 | состоял на вооружении, 1978—1983 | разрабатывался, 1978—1982                                                                                           |
| Статус | до замены на более усовершенствованные модели                                                                                           | до замены на более усовершенствованные модели                                                                                           | на вооружение принят не был                                                                                         |
| Статус | Dragon 2 | ITOW | на вооружение принят не был                                                                                         |
| Система наведения ракеты | проводная, с инфракрасным координатором ракеты                                                                                          | проводная, с инфракрасным координатором ракеты                                                                                          | самонаводящаяся |
| Траектория полёта ракеты | настильная по линии визирования цели | настильная по линии визирования цели | настильная или навесная                                                                                             |
| Эффективная дальность стрельбы, м | 65—1000 | 65—3000 | 1—2000 |
| Масса ракеты, кг | 11,4 | 18,144 | 11,340 |
| Масса комплекса , кг | 20,76 | 102,5 (вместе со станком) | 25 |
| Возможность повторного обстрела цели | после попадания, промаха или в случае задержки                                                                                          | после попадания, промаха или в случае задержки                                                                                          | сразу же после пуска                                                                                                |
| Визуальный контроль стрелком-оператором полёта ракеты и результатов обстрела | требуется, при этом осложнён | требуется, при этом осложнён | не требуется, но |
| Визуальный контроль стрелком-оператором полёта ракеты и результатов обстрела | задымлением и запылением огневой позиции смесью пыли и газообразных продуктов сгорания твёрдого топлива выбрасывающего двигателя ракеты | задымлением и запылением огневой позиции смесью пыли и газообразных продуктов сгорания твёрдого топлива выбрасывающего двигателя ракеты | цель визуализируется нормально, задымление отсутствует                                                              |
| Демаскирующий эффект стрельбы | задымлением и запылением огневой позиции смесью пыли и газообразных продуктов сгорания твёрдого топлива выбрасывающего двигателя ракеты | задымлением и запылением огневой позиции смесью пыли и газообразных продуктов сгорания твёрдого топлива выбрасывающего двигателя ракеты | цель визуализируется нормально, задымление отсутствует                                                              |
| Возможность стрельбы в тёмное время суток | имеется, ввиду наличия совместимых ночных прицелов                                                                                      | имеется, ввиду наличия совместимых ночных прицелов                                                                                      | имеется, ввиду наличия совместимых ночных прицелов                                                                  |
| Эффективность стрельбы в тёмное время суток или в условиях нулевой видимости | близкая к нулевой без искусственной подсветки местности и цели в течение полёта ракеты                                                  | близкая к нулевой без искусственной подсветки местности и цели в течение полёта ракеты                                                  | выше, чем в светлое время суток                                                                                     |
| Возможность стрельбы из помещений | опасно | исключено | относительно безопасно                                                                                              |
| Возможность быстрой смены огневой позиции | отсутствует | отсутствует | имеется |
| Вероятность попадания ракеты в цель в случае ранения или гибели стрелка-оператора | близкая к нулевой, ввиду необходимости непрерывного сопровождения цели в перекрестье прицела во время полёта ракеты                     | близкая к нулевой, ввиду необходимости непрерывного сопровождения цели в перекрестье прицела во время полёта ракеты                     | одинаково высокая                                                                                                   |
| Помехозащищённость | абсолютная | абсолютная | относительная |
| Помехоустойчивость | относительная | относительная | относительная |
| Категория мобильности пехотного варианта комплекса | носимый | переносимый | носимый |
| Категория мобильности пехотного варианта комплекса | одним солдатом | противотанковым расчётом | одним солдатом |
| Спектр боевого применения | фортификационные сооружения, бронетехника                                                                                               | фортификационные сооружения, бронетехника                                                                                               | фортификационные сооружения, бронетехника                                                                           |
| Спектр боевого применения | существующая | существующая | перспективная |
| Примечание: Ряд конструктивных недоработок, характерных для ранних моделей ПТРК Dragon и TOW, был устранён в рамках программы доработки (англ. Product Improvement Program, PIP) в последующих модификациях данных ракет, которые до сих пор находятся на вооружении различных видов вооружённых сил и родов войск США, а также армий других государств. | | | |
| Источники информации | | | |
| - Department of Defense Appropriations for 1976, Pt.2 (англ.) : Hearings before a Subcommittee of the Committee on Appropriations, House of Representations, 94th Congress, 1st session. — Washington, D.C.: U.S. Government Printing Office, 1975. — P.281 — 670 p. - Schemmer, Benjamin F. Dragon Replacement Competition Nearing After Seven Years (англ.). // Armed Forces Journal International. — Washington, D.C.: Army & Navy Journal, Inc., October 1985. — Vol.123 — No.3 — P.70 — ISSN 0196-3597. | | | |

## Войсковые испытания
Весной 1984 г. на учебном полигоне общевойскового учебного центра Форт-Ирвин, штат Калифорния, были проведены военные учения, в ходе которых отрабатывались действия войск, оснащённых ПТРК нового поколения (для имитации учебных противотанковых средств использовались массо-габаритные макеты прототипов ПТРК компании Hughes Aircraft). Согласно заявлению изготовителя вес комплекса в снаряжённом состоянии не должен был не превышать 35 фунтов (15,875 кг).